# Estación de Maguncia Teatro Romano
La Estación de Maguncia Teatro Romano (en alemán Bahnhof Mainz Römisches Theater), también conocida como Südbahnhof Mainz o históricamente Mainz-Neuthor, es la segunda estación de ferrocarril de la ciudad alemana de Maguncia. 

## Ubicación geográfica
La ciudadela de Maguncia está situada directamente encima de la estación ferroviaria en el distrito Centro (Maguncia). En el momento de la construcción, el cuartel Neutorkaserne se hallaba justo debajo de la estación. Ambos edificios tuvieron que ser evitados.

## Historia
La estación se construyó en 1884 sobre la nueva carretera de acceso a la Estación Central de Maguncia, que también era nueva en esa época. En su función para el tráfico local, sustituyó a la antigua estación de la Hessische Ludwigsbahn de Maguncia, situada a orillas del Rin al sureste de la estación, los ramales del Rhein-Main-Bahn a Fráncfort del Meno y Darmstadt, y la línea de ferrocarril Maguncia-Mannheim.
- Datos: Q320339
- Multimedia: Bahnhof Mainz Römisches Theater / Q320339